# Золото (фильм, 2016)
«Золото» (англ. Gold) — американская драма режиссёра Стивена Гейгана. Главные роли исполнили Мэттью Макконахи, Эдгар Рамирес и Брайс Даллас Ховард. Съёмки фильма стартовали 29 июня 2015 года, они проходили на территории Нью-Йорка, Нью-Мексико и Таиланда. Премьера фильма состоялась 27 января 2017 года.
Фильм снят по мотивам аферы 1993—1997 гг. компании Bre-X. По его сюжету невезучий Кенни Уэллс (Мэттью Макконахи) объединяется с геологом Майклом Акостой (Эдгар Рамирес) с целью найти золото в дебрях джунглей Борнео (Индонезия). После длительных мытарств и растраты всех денег на поисковые работы — в пробах внезапно находят значительное количество золота. Дальнейшие работы показывают, что найдена очень крупная золотоносная жила, которую оценивают в десятки миллиардов долларов.

## Сюжет
1981 год, США, штат Невада, Рено. Кенни Уэллс работает в геологоразведочной компании «Washoe Mining Inc.». Через годы после гибели его отца, руководившего предприятием, компания еле-еле держится на плаву, её акции почти ничего не стоят, после потери офиса Кенни и его коллеги ведут работу из бара подружки Кенни Кей.
Живущий со своей подружкой Уэллс решает отправиться в Индонезию, где встречает геолога Майкла Акосту, недавно открывшего крупнейшее месторождение меди в регионе. Они заключают контракт, пообещав заработать чего бы это не стоило и заранее поделив будущую прибыль в соотношении «50/50». Оба страдают от недостатка денег, но в итоге им удаётся приобрести в Калимантане участок земли, где могут находиться залежи золота. После этого Кенни возвращается в США, где находит часть необходимого финансирования.
К сожалению, исследование грунта не показывает наличие какого-либо золота, после чего на фоне денежной нехватки рабочие покидают лагерь. Ситуацию удаётся исправить Акосте, который на последние имевшиеся у Кенни 2 тыс. долл. покупает местным жителям оборудование для очистки воды. Уэллс подхватывает малярию и несколько недель находится на грани жизни и смерти, прося напарника продолжить поиски с целью не сделать его смерть неоправданной. Выздоровев, он обнаруживает активную работу в лагере — жила на самом деле оказалась золотоносной (1/8 унции на тонну земли).
После празднования Кенни возвращается в США, где «Washoe Mining Inc.» переводит свой офис в небоскрёб. Акции компании начинают резко (с 4 до 23 центов за штуку) расти в цене после организации их частичного размещения местным банком, ранее отказывавшимся финансировать её проекты. Интерес к фирме проявляет банк «Brown/Thomas» с Уолл-стрит, предлагающий стратегическое партнёрство. Уэллс выступает резко против, а Майк предлагает банковским работникам отправиться вместе с ними в Индонезию.
Поездка проходит успешно, банковские работники находят целый самородок. После этого банк вкладывает в компанию 20 млн долл, также организовав 8 сентября 1988 года её IPO и включение в реестр Нью-Йоркской фондовой биржи. Акции компании пользуются большим успехом, их цена в первый день торгов доходит до 70 долларов за штуку.
Кенни начинает прожигать жизнь на вечеринках, в то время как Кей опасается обмана со стороны его новых знакомых. В итоге она ругается с ним, затем уходит из-за его флирта с сотрудницей банка Рейчел Хилл. Владелец крупной золотопромышленной компании «Newport holdings» Марк Хэнкок выражает желание купить фирму, заплатив за мажоритарный пакет акций 300 млн долл. Но Кенни отказывается от сделки, так как после неё из названия фирмы будет убрано его фамилия. На следующий день Майк сообщает о том, что индонезийские власти национализировали жилу, а за всем этим стоит их несостоявшийся покупатель: в её совете директоров состоит бывший президент США, дружащий с президентом страны Сухартой. После этого акции компании падают, и её исключают из реестра биржи. Майк решает утешить своего напарника и признаётся, что сам по счастливой случайности обнаружил месторождение меди в ходе экспедиции по поиску бокситов.
Кенни подавлен и считает себя побеждённым, но Акоста прилетает в США и предлагает план по возврату месторождения. Решено создать совместную компанию с сыном президента, что удаётся после того, как Кенни для демонстрации своей силы воли гладит ручного тигра индонезийца. Работы на жиле возобновлены, компания (на 85 % принадлежащая сыну диктатора, а на 15 % — Washoe) оценивается в 30 млрд долларов. Кенни решает вернуться к Кей, но, увидев её флиртующей с коллегой на новой работе, не желает этого. Национальная ассоциация геологоразведчиков награждает его «Золотой киркой», в ходе его торжественной речи Акоста выходит из зала.
На следующей день по дороге в офис Кенни встречает разгневанную толпу. Выясняется, что независимое расследование не подтвердило наличие золота в жиле. Майк попросту сфальсифицировал образцы из жилы с помощью просолки, а обнаруженное им золото являлось речным (он получил его от местного населения в обмен на оборудование для очистки воды). Всё это время Акоста тихо избавлялся от акций фирмы через офшоры, сумев заработать 164 млн долл.
17 октября 1988 года ФБР допрашивает Кенни в его номере в отеле, за который он уже не может заплатить. Силовики верят его версии и рассказывают о судьбе Акосты: он был схвачен властями Индонезии, и, после проведённых ими отрицательных независимых анализов грунта жилы на наличие золота, выпал из вертолёта с высоты в 300 метров. Солдаты обнаружили его труп, чьё лицо и руки были съедены дикими свиньями, из-за чего смерть Майка нельзя доказать со 100-процентной точностью (результаты вскрытия — засекречены, труп был кремирован). При этом сын Сухарты успел избавиться от акций компании до её краха. Агенты интересуются у Кенни, знал ли он о фальсификациях и не участвовал ли он сам в афере. После отрицательных ответов они уходят, агент Пол Дженнингс перед этим напоминает, что ведомство будет следить за ним и его финансовой активностью.
Кенни возвращается в дом Кей, где приносит ей извинения и получает от неё ворох писем, накопившихся с момента их последней встречи. Он открывает один из конвертов и находит там салфетку, на которой он с Майком и подписал контракт. Под этим документом находится депозитный чек на 82 млн долларов от Первого банка Гибралтара.

## В ролях
- Мэттью Макконахи — Кенни Уэллс[7][8]
- Эдгар Рамирес — Майкл Акоста[9]
- Брайс Даллас Ховард — Кей[5]
- Джошуа Харто[англ.] — Ллойд Стэнтон[10]
- Тимоти Саймонс[англ.][7] — Джефф Джексон
- Майкл Лэндис[11] — Глен Бинкерт
- Кори Столл[5] — Брайан Вульф
- Тоби Кеббелл[5] — Пол Дженнингс
- Брюс Гринвуд[5] — Марк Хэнкок
- Стейси Кич[5] — Клайв Коулмен
- Билл Кэмп — Холлис Дрешер
- Рэйчел Тейлор — Рэйчел Хилл
- Мэйкон Блэр — Конни Райт
- Бхавеш Патель — Бобби Оуэнс
- Крэйг Нельсон — отец Кенни Уэллса
- Дэнни Уинн — разъярённый инвестор
- Джираю Тантракул — Дармади 'Дэнни' Сухарто

## Производство
12 апреля 2011 года появилась первая информация об этом проекте — синопсис для фильма о поисках сокровищ «Gold» был задуман в духе ленты «Сокровища Сьерра-Мадре», его авторами значились Патрик Мэссетт и Джон Зинман, в дальнейшем их идею развил Пол Хаггис, который показал рукопись Майклу Манну. Манн остался доволен сценарием и присоединился к проекту в качестве режиссёра и продюсера. На ранних стадиях производства в качестве претендента на главную роль рассматривали Кристиана Бейла.
В марте 2012 года Манн покинул проект, так как начал работать над фильмом «Кибер». 17 октября 2012 года к проекту присоединилась студия Black Bear Pictures , она собиралась продюсировать и финансировать фильм. На тот момент продюсерами фильма числились представители Black Bear Pictures: Тедди Шварцман и Бен Стиллман, Хаггис и Нозик из компании Hwy61, а также Мэссетт и Зинман. Сценарий был доработан, в основу фильма легли реальные события, произошедшие в 1993 году — скандал вокруг компании Bre-X и золотых залежей в Индонезии.
16 мая 2013 года появилась информация, что Манна на посту режиссёра фильма сменит Спайк Ли. 22 августа 2014 года стало известно, что в главной роли снимется Мэттью Макконахи.
28 января 2015 года было объявлено, что Спайка Ли заменит режиссёр и сценарист Стивен Гейган, а международным дистрибьютором ленты выступит компания Sierra/Affinity. Стал известен окончательный список продюсеров: Шварцман и Нозик, Мэссетт, Цинман и Макконахи, в то время как Хаггис стал исполнительным продюсером, наряду с Ричардом Мидлтоном. 18 марта 2015 года к актёрскому составу присоединился Эдгар Рамирес, ему досталась роль геолога Майкла Акосты. 30 марта 2015 года компания The Weinstein Company приобрела права на распространение фильма в США за $ 15 млн (лента будет выпущена через фирму TWC-Dimension). 15 мая 2015 года Мишель Уильямс получила роль жены персонажа Макконахи. 12 июня 2015 года Тимоти Саймонс был утверждён на роль банкира с Уолл-стрит, который оценивает потенциальную ценность экспедиции главных героев. 28 августа 2015 года появилась информация, что Брайс Даллас Ховард сыграет главного женского персонажа фильма — Кей, заменив Мишель Уильямс.

## Кассовые сборы
По итогам проката «Золото» заработало 7,2 млн долларов в Канаде и США, в других странах — 7,6 млн долларов, общемировые сборы составили 14,8 млн долларов.
В Канаде и США картина вышла в одну неделю с фильмами «Обитель зла: Последняя глава» и «Собачья жизнь», её сборы от проката в 2 166 кинотеатрах прогнозировались в районе 3 млн долларов. Золоту удалось собрать 3,5 млн долларов, стартовав с десятого места. На второй неделе проката сборы упали на 60 %, составив 1,4 млн долларов (14-е место).

## Критика
Рейтинг фильма на сайте агрегатора рецензий Rotten Tomatoes составлял 42 % (на основе 172 рецензий), средневзвешенная оценка равнялась 5,2 баллам из 10. Критический консенсус отметил игру Макконахи, назвав её единственным плюсом фильма. На сайте агрегатора рецензий Metacritic рейтинг составлял 49 из 100 баллов, он основан на 40 рецензиях. Согласно организованным CinemaScore опросам зрителей по шкале от A+ до F, рейтинг картины был «B−». По данным PostTrak, 67 % зрителей поставили картине положительные оценки.
Обозреватель газеты Guardian Хоффман поставил фильму 2 звезды из 5 возможных.

## Саундтрек
Ниже представлен список композиций оригинального саундтрека:
| №   | Название                                  | Исполнитель              | Длительность |
| --- | ----------------------------------------- | ------------------------ | ------------ |
| 1.  | «Gold»                                    | Игги Поп                 | 3:14         |
| 2.  | «Ron Klaus Wrecked His House»             | Big Dipper               | 5:06         |
| 3.  | «This Must Be the Place (Naive Melody)»   | Kishi Bashi              | 3:28         |
| 4.  | «Spill The Wine»                          | The Isley Brothers       | 6:32         |
| 5.  | «I Want To See The Bright Lights Tonight» | Richard & Linda Thompson | 3:09         |
| 6.  | «Rip It Up»                               | Orange Juice             | 5:21         |
| 7.  | «Temptation»                              | New Order                | 7:00         |
| 8.  | «Hey»                                     | Pixies                   | 3:32         |
| 9.  | «Atmosphere»                              | Joy Division             | 4:10         |
| 10. | «1880 Or So (Clean)»                      | Television               | 3:39         |

## Награды и номинации
- 2017 — номинация на премию «Золотой глобус» за лучшую песню (Danger Mouse, Стивен Гейган, Дэниэл Пембертон, Игги Поп «Gold»)
- 2017 — три номинации на премию «Сатурн»: лучший приключенческий фильм, боевик или триллер, лучшая мужская роль (Мэттью Макконахи), лучшая женская роль второго плана (Брайс Даллас Ховард)